# Börstig
Börstig är kyrkbyn i Börstigs socken i Falköpings kommun i Västergötland, belägen cirka 15 kilometer söder om Falköping.
Här ligger Börstigs kyrka.